# Дом инженера Галлена
Дом инженера Е. Ф. Галлена — двухэтажное здание в историческом центре города Выборга. Расположенный в переулке Николаева особняк в стиле неоренессанс включён в перечень памятников архитектуры.

## История

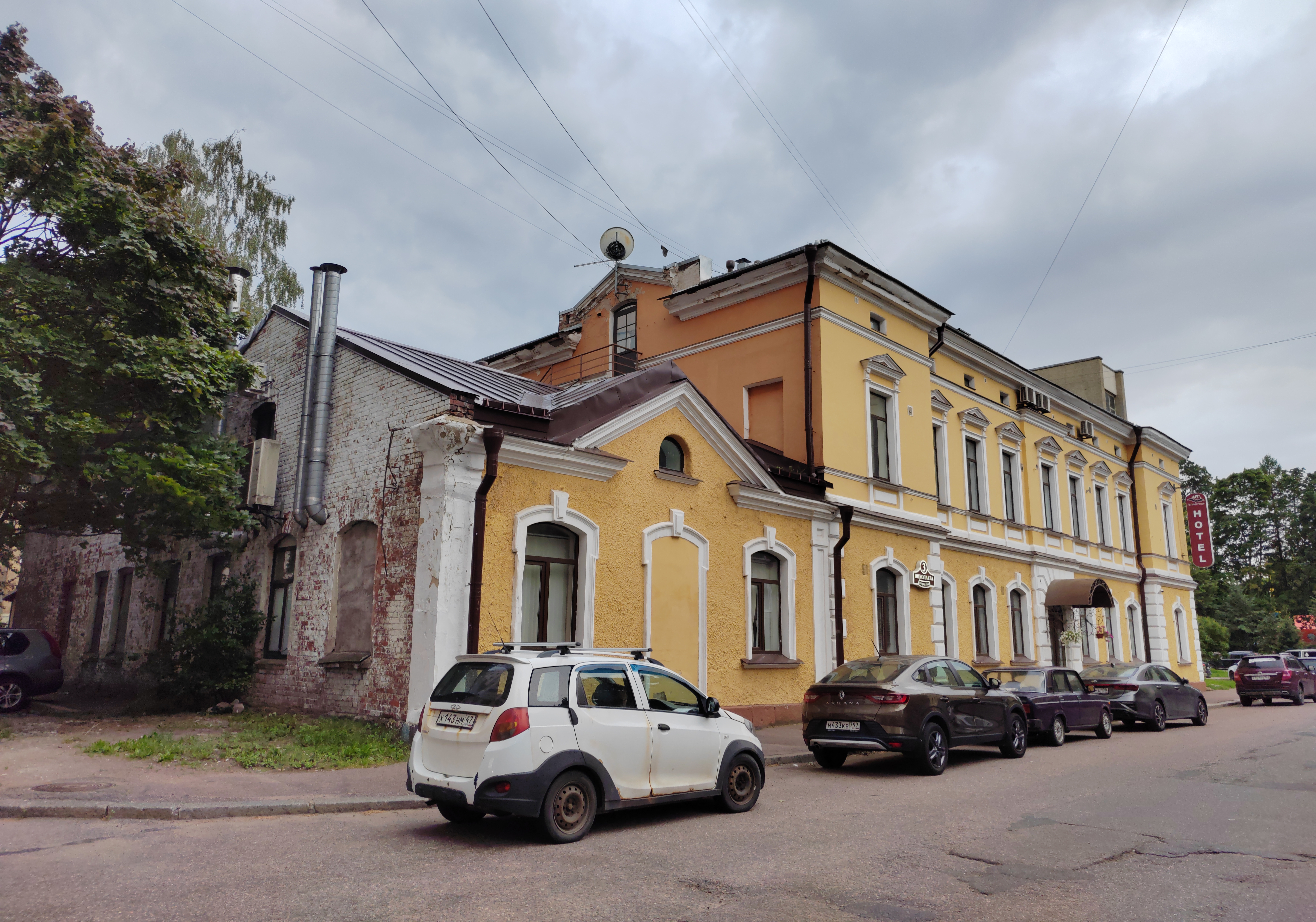
Вид со стороны одноэтажной пристройки

Во второй половине XIX века в соответствии с генеральным планом, разработанным в 1861 году выборгским губернским землемером Б. О. Нюмальмом, были снесены устаревшие укрепления Каменного города и Рогатой крепости, стройматериалы от которых использовались для засыпки части бухты Салакка-Лахти. Первоначальная малоэтажная застройка примкнувших к Северной гавани Выборга городских кварталов правильной формы, сформированных на отвоёванных у залива землях, осуществлялась под руководством городского архитектора Ф. А. Оденваля. Так среди деревянных одно- и двухэтажных домиков в 1874 году появился возведённый по проекту Ф. А. Оденваля каменный особняк инженера Е. Ф. Галлена (швед. E. Filemon Gallén), руководителя Выборгского механического завода.
Небольшое здание состоит из двух корпусов (главного, двухэтажного, и примыкающего к нему одноэтажного) с симметричными фасадами по красной линии улицы. Фасады оформлены в стиле неоренессанс со сдержанной рустовкой первого этажа и надоконными сандриками. Часть помещений занимали механические мастерские.
С конца XIX века деревянная застройка центра Выборга постепенно уступила место каменным многоэтажным зданиям, вследствие чего, по мнению исследователей, бывший особняк Галлена, когда-то возвышавшийся над деревянными домиками, в настоящее время теряется на фоне монументальных построек XX века. Инженер Е. Ф. Галлен умер в 1893 году, и впоследствии в его доме размещались различные предприятия и организации, а также квартиры их руководителей. В качестве административного и конторского здание продолжало использоваться и после советско-финских войн (1939—1944). С 2003 года особняк занимает гостиница «Летучая мышь» с рестораном.